# Tell el-Farah sud
Pour les articles homonymes, voir Farah.
Tell el-Farah est un tell situé dans le Néguev occidental au sud d'Israël, le long de la rivière Bésor. Son identification avec la ville antique de Sharouhen est parfois proposée.
Il ne doit pas être confondu avec Tell el Farah (nord) en Samarie, l'antique Tirtza.